# Feci quod potui, faciant meliora potentes
Feci quod potui faciant meliora potentes — латинское крылатое выражение. Переводится как «Я сделал [всё], что смог, пусть те, кто сможет, сделают лучше». Выражение употребляют, подводя итог своим достижениям в какой-либо области или представляя на чей-либо суд свою работу.
Эта стихотворная фраза возникла на основе формулы, которой римские консулы заканчивали свою отчётную речь, передавая полномочия преемникам.

## Примеры цитирования
Кулыгин (подходит к Ирине). Дорогая сестра, позволь мне поздравить тебя с днём твоего ангела и пожелать искренно, от души, здоровья и всего того, что можно пожелать девушке твоих лет. И потом поднести тебе в подарок эту книжку. (Подаёт книжку.) История нашей гимназии за пятьдесят лет, написанная мною. Пустяшная книжка, написана от нечего делать, но ты всё-таки прочти. […] В этой книжке ты найдёшь список всех, кончивших курс в нашей гимназии за эти пятьдесят лет. Feci quod potui, faciant meliora potentes.

В прошлом месяце [вы] тоже небрежно составили [смету]. — Feci quod potui, faciant meliora potentes, — сказал Николай.
- Фраза выбита на надгробной плите польского философа и писателя-фантаста Станислава Лема[4].